# Serrata (slak)
Serrata is een geslacht van weekdieren uit de klasse van de Gastropoda (slakken).

## Soorten
- Serrata amphora Boyer, 2008
- Serrata arcuata Boyer, 2008
- Serrata aureosa Boyer, 2008
- Serrata bathusi Boyer, 2008
- Serrata beatrix (T. Cossignani, 2001)
- Serrata boucheti (Boyer, 2001)
- Serrata boussoufae (Bozzetti & Briano, 2008)
- Serrata brianoi Bozzetti, 1994
- Serrata carinata Boyer, 2008
- Serrata coriolis Boyer, 2008
- Serrata cossignanorum Bozzetti, 1997
- Serrata cylindrata Boyer, 2008
- Serrata dentata Boyer, 2008
- Serrata exquisita Boyer, 2008
- Serrata fasciata (Sowerby II, 1846)
- Serrata flemingi Maxwell, 1988 †
- Serrata fusulina Boyer, 2008
- Serrata gradata Boyer, 2008
- Serrata granum Boyer, 2008
- Serrata hectori (Kirk, 1882) †
- Serrata hians Boyer, 2008
- Serrata inflata Boyer, 2008
- Serrata isabelae (Bozzetti, 2005)
- Serrata kirki (Marwick, 1924) †
- Serrata laevis Boyer, 2008
- Serrata lifouana Boyer, 2008
- Serrata magna' Boyer, 2008
- Serrata maoriana (Powell, 1932)
- Serrata marwicki (Finlay, 1927) †
- Serrata meta (Thiele, 1925)
- Serrata minima Boyer, 2008
- Serrata mustelina (Angas, 1871)
- Serrata occidentalis Boyer, 2008
- Serrata orientalis Boyer, 2008
- Serrata ovata Boyer, 2008
- Serrata perlucida Boyer, 2008
- Serrata polynesiae Wakefield & McCleery, 2002
- Serrata procera Boyer, 2008
- Serrata pupoides Boyer, 2008
- Serrata quadrifasciata Boyer, 2008
- Serrata raiatea Wakefield & McCleery, 2002
- Serrata raoulica Marshall, 2004
- Serrata robusta Boyer, 2008
- Serrata serrata (Gaskoin, 1849)
- Serrata simplex Boyer, 2008
- Serrata sinuosa Boyer, 2008
- Serrata spryi (Clover, 1974)
- Serrata stylaster (Boyer, 2001)
- Serrata summa Boyer, 2008
- Serrata tahanea Wakefield & McCleery, 2002
- Serrata tenuis Boyer, 2008
- Serrata translata Redfield, 1870
- Serrata tuii (T. Cossignani, 2001)
- Serrata veneria Boyer, 2008